# Ridka
Ridka (ukr. Рідка) – wieś na Ukrainie, w obwodzie chmielnickim, w rejonie chmielnickim, w hromadzie Teofipol. W 2001 liczyła 202 mieszkańców, spośród których 194 wskazało jako ojczysty język ukraiński, a 8 rosyjski.